# Liste der Mitglieder des Gesetzgebenden Körpers der Freien Stadt Frankfurt 1842
Diese Liste enthält die Mitglieder des Gesetzgebenden Körpers der Freien Stadt Frankfurt im Jahr 1842.

## Vorbemerkung
Mit der Konstitutionsergänzungsakte, der Verfassung der Freien Stadt Frankfurt von 1816, wurde der Gesetzgebende Körper eingerichtet. Gemäß Art. 9 bestand er aus 85 Mitgliedern, darunter
- 20 Mitgliedern, die vom Senat der Freien Stadt Frankfurt aus seiner Mitte gewählt wurden (gekennzeichnet als "Schöff" = 1. Bank des Senats oder "Senator" = 2. Bank des Senats oder "Rathsverwandte" = 3. Bank des Senats)
- 20 Mitgliedern, die von der Ständigen Bürgerrepräsentation aus ihrer Mitte gewählt wurden (gekennzeichnet als "SBR")
- 45 Mitgliedern, die in indirekter Wahl von den Bürgern bestimmt wurden (gekennzeichnet als "Gewählt")
- 11 Mitgliedern, die von den Landgemeinden bestimmt wurden, aber nur bei Angelegenheiten Stimmrecht hatten, die die Landgemeinden betraf (gekennzeichnet als "Dorf")

## Präsidium
- Präsident: Schöff Ferdinand Maximilian Starck
- Vizepräsident: Handelsmann Johann Friedrich Hartmann Mack
- Vizepräsident: Handelsmann Johann Martin Scharff

## Mitglieder
| Name                                        | Woher                   | Stand                  |
| ------------------------------------------- | ----------------------- | ---------------------- |
| Franz Alt                                   | Gewählt                 | Schreinermeister       |
| Bernhard Andreä                             | Gewählt                 | Handelsmann            |
| Johann Ludwig Anthes                        | Rathsverwandte          |                        |
| Conrad Adolf Bansa                          | Schöff                  |                        |
| Jacob Carld de Bary                         | gewählt                 | Handelsmann            |
| Samuel de Bary-Jordis                       | SBR                     | Handelsmann            |
| Eduard Binding                              | gewählt                 | Dr. jur.               |
| Ernst Andreas Blum                          | SBR                     | Dr. jur.               |
| Johann Jacob Böcking                        | SBR                     | Handelsmann            |
| Franz Joseph Böhm-Osterrieth                | SBR                     | Handelsmann            |
| Matthias Franz Josef Borgnis                | Gewählt                 | Handelsmann            |
| Johann Balthasar Busch                      | Gewählt                 | Bierbrauermeister      |
| Georg Wilhelm Clarus                        | Rathsverwandte          |                        |
| Ludwig Carl Emil Coester                    | Senator                 |                        |
| Carl Diehl                                  | Senator                 |                        |
| J.W. Dülpert                                | Gewählt                 | Schneider              |
| Johann Caspar Joseph Einbiegler             | SBR                     |                        |
| Friedrich Wilhelm von Ellrodt               | SBR                     | Obrist                 |
| Conrad Friedrich Euler                      | Dorf (Hausen)           | Schultheiß             |
| Philipp Eurich                              | Gewählt                 | Bierbrauermeister      |
| Georg Finger                                | Rathsverwandte          |                        |
| Johann Justus Finger                        | Gewählt                 | Handelsmann            |
| Hermann Ludwig Fleck                        | Gewählt                 | Handelsmann            |
| Johann Philipp Gärtner                      | Gewählt                 | Schneidermeister       |
| Philipp Christoph Gallus                    | Gewählt                 | Stadtamtmann, Dr. jur. |
| August Giar                                 | Gewählt                 | Dr. jur.               |
| Johannes Glock                              | Gewählt                 | Metzgermeister         |
| Alexander Gontard                           | SBR                     |                        |
| Johannes Jacob Gruber                       | Gewählt                 | Major                  |
| Georg Friedrich von Guaita                  | Schöff                  |                        |
| Johann Christian Günther-de Bary            | SBR                     |                        |
| Philipp Friedrich Gwinner                   | Senator                 |                        |
| Johann Ludwig Haag                          | Gewählt                 |                        |
| Johann Friedrich Hammerann                  | Gewählt                 | Schlossermeister       |
| Johann Gerhard Heimpell                     | SBR                     | Zimmermeister          |
| Adam Heinz                                  | Dorf (Oberrad)          | Bäcker                 |
| Carl von Heyden                             | Schöff                  |                        |
| Johann Heinrich Hoffmann                    | SBR                     | Handelsmann            |
| G. Wilhelm Hofmann                          | Gewählt                 | Major                  |
| Wilhelm Jakob Ludwig Christian Jünger       | Gewählt                 | Tapezierer             |
| Philipp Jacob Kalb                          | Gewählt                 | Bürstenbindermeister   |
| Andreas Kessel                              | Dorf (Niederursel)      | Ökonom                 |
| Friedrich Jacob Keßler-Gontard              | SBR                     |                        |
| Johann Jacob Conrad Kloß                    | SBR                     | Dr. jur.               |
| Johann Christian Knoblauch                  | SBR                     | Handelsmann            |
| Franz Anton Lindt                           | Gewählt                 | Handelsmann            |
| Johann Balthasar Lorey                      | Gewählt                 | Dr. med.               |
| Ferdinand Wilhelm Mack                      | SBR                     | Handelsmann            |
| J. Gottfried Mappes                         | Gewählt                 | Tuchbereiter           |
| Johann Michael Mappes                       | Gewählt                 | Dr. med.               |
| Peter Möser                                 | Dorf (Nieder-Erlenbach) | Schultheiß             |
| Gustav Edmund Nestle                        | Gewählt                 | Dr. jur.               |
| Johann Georg Neuburg                        | Senator                 | Dr.                    |
| Sebastian de Neufville                      | Senator                 |                        |
| Jacob Wilhelm de Neufville-Humser           | Gewählt                 | Handelsmann            |
| Georg Walter Neuhoff                        | Dorf (Bonames)          | Major                  |
| Johann Jacob Nortz                          | Gewählt                 |                        |
| Johann Adam Ohlenschlager                   | SBR                     | Dr. jur.               |
| Philipp Jakob Passavant                     | SBR                     | Handelsmann            |
| Friedrich Pfeffel                           | Gewählt                 | Handelsmann            |
| Maximilian Reinganum                        | SBR                     | Dr. jur.               |
| Johann Carl Reusing                         | Gewählt                 | Sattlermeister         |
| Johann Leonhard Reuß                        | Senator                 |                        |
| Franz Theodor Ferdinand Roques              | Gewählt                 | Handelsmann            |
| Georg Rühl                                  | Dorf (Bornheim)         | Feldgeschworener       |
| Franz Wilhelm Rühl                          | Dorf (Bornheim)         | Beigeordneter          |
| Wilhelm Rüppel                              | Gewählt                 | Handelsmann            |
| Johann Georg Sarasin                        | Schöff                  |                        |
| Johann Daniel Schäfer                       | Gewählt                 | Bäckermeister          |
| Carl Gerhard Schmidt-Lindheimer             | Gewählt                 |                        |
| Johannes Schneider                          | Dorf (Dortelweil)       | Schulheiß              |
| Johann Heinrich Ludolph Schrader            | Gewählt                 | Pfarrer                |
| Carl Franz von Schweitzer                   | Senator                 |                        |
| Wilhelm Sconto                              | Dorf (Oberrad)          | Schultheiß             |
| Friedrich Siebert-Städel                    | SBR                     | Handelsmann            |
| Eduard Souchay                              | Senator                 |                        |
| Salomon Friedrich Stiebel                   | Gewählt                 | Dr. med.               |
| Philipp Ernst Stourzh-Diehl                 | Gewählt                 |                        |
| Ferdinand Ludwig Streng                     | SBR                     | Handelsmann            |
| Friedrich Philipp Usener                    | Schöff                  |                        |
| Gottfried Jacob Alexander Wagner-Lindheimer | Gewählt                 | Handelsmann            |
| Friedrich Ernst Wülker                      | Rathsverwandte          |                        |
| Johann Carl Ziegler-de Bary                 | Gewählt                 | Handelsmann            |